# Пещера сокровищ
Пещера сокровищ (Книга преемственности поколений) — произведение в истории сирийской христианской письменности.
Стало впервые доступно европейскому ученому сообществу после того, как в 1880-х гг Карл Бецольд опубликовал его сирийский текст вместе с древней арабской версией и немецким переводом.
Литературный жанр ПС можно охарактеризовать как библейский парафраз.
Была написана в середине или второй половине VI в. в Византийско-Персидской контактной зоне, по всей видимости, — в Сасанидской части северной Месопотамии.
В древности пользовалась значительной популярностью среди сирийских христиан.
Авторство приписывается известному сирийскому подвижнику IV века Ефрему Сирину. В настоящее время некоторые ученые отвергают авторство Ефрема и считают, что «Пещера Сокровищ» является произведением VI века, принадлежащим неизвестному сиро-яковитскому писателю.

### Переводы
- ПЕЩЕРА СОКРОВИЩ. Архивировано 10 марта 2019 года., перевод Breanainn, 2005[1]
- Пещера сокровищ. Архивировано 28 апреля 2019 года., фрагменты, переводчик и год перевода не указаны

1. ↑   Перевод на английский язык осуществлен по лучшей сирийской рукописи 1709 г., хранящейся в Британском Музее: MS. Add. 25875. (Wright, Catalogue, vol. III, p. 1064.), и издан в 1927 г. сэром Е. А. Уоллисом Баджем (The Book of the Cave of Treasures. Trans. by sir E. A. Wallis Budge, London, 1927). С этого издания в 2005 г. впервые выполнен русский перевод.